# Complexo de Escuta Protegida de Vitória da Conquista
O Complexo de Escuta Protegida de Vitória da Conquista é um órgão vinculado a administração direta municipal, subordinado a Secretaria Municipal de Desenvolvimento Social criado como forma de contribuir com o fim da chamada revitimização, quando a vítima ou testemunha de agressões tem que dar o depoimento mais de uma vez aos órgãos de proteção e justiça, algumas vezes até na presença do agressor.

## Estrutura
O equipamento possui uma estrutura que funciona de acordo a demanda do Poder Judiciário e da Polícia Civil. É composto por uma sala para o depoimento especial, sala de audiência, sala de gravação, sala para preparação da vítima ou testemunha a ser ouvida, recepção e sala de administração, tudo isso garantindo a realização do depoimento especial a partir da metodologia do Protocolo Brasileiro de Entrevista Forense, com base na resolução 299/2019 do Conselho Nacional de Justiça (CNJ) e do Decreto Federal 9.603/2018.
O complexo é uma estrutura térrea com duas entradas de acesso em polos opostos. Esse desenho foi concebido para evitar que crianças e adolescentes tenham qualquer tipo de contato com os acusados e seus advogados. Cada grupo deve entrar por um dos lados e há uma diferença de horário estipulada para a chegada e a saída dos grupos do local. O município tem a intenção de colocar as regras de funcionamento do complexo num protocolo para diminuir qualquer risco de encontro entre as partes envolvidas no processo.
A estrutura planejada pelo município foi a primeira do país no formato de complexo. Em outras cidades que já possuem o espaço adequado para o depoimento especial em sede de antecipação de prova, ele acaba sendo restrito a uma sala preparada para ser interligada à sala em que ocorre a audiência.

## Repercussão

### Visita da Rainha Sílvia da Suécia
No dia 8 de novembro de 2023, um dia antes do 182° aniversário de emancipação do município, a cidade contou com a visita do Rei Carl XVI da Rainha Sílvia da Suécia, criadora da World ChildHood Foundation, com objetivo de conhecer a estrutura do complexo, que foi o primeiro do nordeste.

### Recepção da Delegação Internacional do Governo de São Tomé e Príncipe
Em Dezembro do mesmo ano, a cidade recebeu a comitiva técnica da delegação internacional do Governo de São Tomé e Príncipe. a delegação durante a passagem pelo município estabeleceu diálogos sobre os sistemas municipais e nacionais de proteção dos direitos de crianças e adolescentes, visando à implementação da experiência no país do Golfo da Guiné.
Em Vitória da Conquista, a comitiva internacional conheceu setores do Centro Integrado dos Direitos da Criança e do Adolescente (Cidca), bem como o percurso de implementação da Lei da Escuta Protegida (nº 13.431/2017) no município. A vinda da comitiva ocorreu por conta de um acordo de cooperação sul-sul trilateral Brasil, envolvendo o Governo Brasileiro, o Fundo das Nações Unidas para a Infância (UNICEF) no Brasil e o Governo de São Tomé e Príncipe.
A visita da delegação é coordenada pela Agência Brasileira de Cooperação do Governo Federal (ABC), Ministério da Justiça, Ministério dos Direitos Humanos e Cidadania, UNICEF e Childhood Brasil.

## Controvérsias
Em Setembro de 2023, o recém inaugurado Complexo de Escuta Protegida do Centro Integrado dos Direitos da Criança e do Adolescente (CIDCA), situado no espaço cedido do antigo Colégio Estadual Dirlene Mendonça, virou tema de embates do poder público municipal e o Governo do Estado da Bahia. No dia 12, por meio do Ofício nº 1.057/2023, o governador Jerônimo Rodrigues, através da Secretaria de Educação, solicitou ao Executivo conquistense a devolução do espaço onde estão instalados o CIDCA e o Complexo de Escuta Protegida, espaço este, cedido pelo ex-governador da Bahia, Rui Costa, por um período de 20 anos, através de decreto publicado em abril de 2014. O termo de cessão foi registrado em cartório, em Salvador, no dia 23 de março de 2016.
A decisão unilateral do executivo estadual desarticula o funcionamento integrado de vários órgãos que, há uma década garante a proteção integral a esse público. Em contrapartida, o governo do estado ofereceu um outro espaço, onde anteriormente estava localizado o Colégio Estadual Adélia Teixeira, proposta essa que o Comitê Municipal de Gestão Colegiada da Rede de Cuidado e de Proteção Social das Crianças e Adolescentes Vítimas ou Testemunhas de Violência (CMRPC) não julga ser benéfica ao município, uma vez que haverá a desmobilização do Centro Integrado.
A proposta tem como objetivo, segundo a secretária de educação do estado Adélia Pinheiro, a construção de um novo complexo escolar no município baiano, proposta essa que o governo municipal vê como saída para o imbróglio a cessão de outro terreno nas imediações do que havia sido cedido em 2014. 
Em entrevistas a veículos de comunicação local, o governador do estado aponta que a estrutura do equipamento municipal, este reconhecido pela UNICEF e pela Childhood Brasil como modelo padrãonão está dentro das adequações devidas, informação na qual o gestor não apresentou as devidas fontes fiáveis para justificar seu argumento e que promete construí-lo em outro espaço.